# Терри, Трой
Трой Терри (англ. Troy Terry; род. 10 сентября 1997, Денвер) — американский хоккеист, правый крайний нападающий клуба НХЛ «Анахайм Дакс».

## Карьера
Терри был выбран на драфте НХЛ 2015 года в 5-м раунде под общим 148-м номером клубом «Анахайм Дакс».
После трёх удачных сезонов за команду Университета Денвера в лиге NCHC, 27 марта 2018 года он подписал трёхлетний контракт новичка с «Анахаймом». Трой был сразу же внесён в заявку «уток» на матч НХЛ против команды «Ванкувер Кэнакс», тот матч был проигран со счётом 1:4. В своём первом матче он играл в 3-м звене с Адамом Хенриком и Ондржеем Каше.
Сезон 2018/2019 Терри также начал в основном составе «Анахайма», но набрав 1 очко в стартовых 6 матчах был отправлен в фарм-клуб «уток», клуб АХЛ «Сан-Диего Галлз». В АХЛ он набирал очки в 11 матчах подряд, в общей сложности набрав 16 очков за эту серию. В результате своих достижений в АХЛ Трой был вызван на матч всех звёзд лиги. На момент его вызова на матч всех звёзд он был лидером лиги по голам, голевым передачам и победным голам. Остаток сезона он провёл чередуя игры за «Сан-Диего» и «Анахайм».
Большую часть сезона 2019/2020 он провёл в основном составе «Анахайма», набрав 15 очков в 47 матчах. 14 июля 2020 года он подписал контракт с «утками» на 3 года и сумму 4,35 млн. долларов.
Начало сезона 2021/2022 для Терри стало по-настоящему прорывным. 15 ноября 2021 года он был назван третьей звездой недели в НХЛ. После этого Трой стал самым молодым игроком в истории «Дакс», набиравшим очки в 15 матчах подряд. В январе 2022 года Терри стал одним из победителей голосования Last Men In и был вызван на матч всех звёзд НХЛ.